# Voyager (Kataya)
Voyager is het tweede studioalbum van de Finse muziekgroep Kataya. Het album is opgenomen in drie stappen: april, juli en december 2009 en verscheen in 2010. In tegenstelling tot het eerste album, waarop een aantal gastmusici meespeelde, zijn de opnamen van Voyager door het trio volbracht. Opnamen in Nurmes en Vantaa en weer Nurmes, mix en hoes werden door de heren zelf voltooid. De titel is niet zozeer een verwijzing naar het ruimteschip Voyager, maar naar een reiziger (in dit geval K) en reizen in het algemeen.

## Musici
- Matti Kervinen – toetsenist en zanger
- Teijo Tikkanen – toetsenist, slagwerker, gitarist, bassist
- Sami Sarhamaa – gitarist,  bassist, toetsenist en drummer

## Muziek
Het album bestaat uit vier gedeelten: The eve (track 1-5), The eclipse (6-8), intermezzo (9) en The return (10-14), alles door Kataya geschreven of geïmproviseerd.  
| Nr. | Titel                  | Duur |
| --- | ---------------------- | ---- |
| 1.  | K intro                | 0:47 |
| 2.  | Sun geese              | 5:20 |
| 3.  | K interlude            | 0:13 |
| 4.  | Dark lark              | 5:22 |
| 5.  | Aviant 1               | 2:35 |
| 6.  | Black CS               | 4:09 |
| 7.  | K interlude 2          | 0:17 |
| 8.  | K (to carry me over)   | 9:15 |
| 9.  | Mornin’ dude           | 2:08 |
| 10. | Homebound              | 4:45 |
| 11. | Golden tale            | 4:39 |
| 12. | K interlude 3          | 0:15 |
| 13. | Blue cranes over Korso | 4:38 |
| 14. | Aviant 2               | 2:20 |